# Niccolò Zucchi
Pour les articles homonymes, voir Zucchi.
Niccolò Zucchi (prononcé : [nikkoˈlɔ ˈdzukki]), né à Parme, en Émilie-Romagne le 6 décembre 1586 et décédé à Rome le 21 mai 1670, était un prêtre jésuite italien, astronome et physicien de renom, célèbre pour avoir mis au point un télescope à réflexion concave[Quoi ?].

## Biographie

### Origines
Il était fils de Pierre Zucchi et de Françoise Giande Marie, l'un et l'autre de famille noble. Ces époux eurent huit enfants, dont un seul, le plus jeune, mourut sans postérité. Les autres se firent religieux ou religieuses. L'aîné des garçons embrassa l'état ecclésiastique ; les trois autres entrèrent dans la compagnie de Jésus, et les trois filles se firent religieuses.
Dans cette édifiante famille, aucun ne s'est plus distingué que Niccolo, qui était le quatrième. Porté par une grande piété, il signa de son sang à l'âge de douze ans sa consécration à la Sainte-Vierge.

### Le jésuite
Il étudie la rhétorique à  Plaisance puis la philosophie et la théologie à Parme. Il attribuait, dans la suite, à la protection de Marie d'avoir conservé l'intégrité de son innocence, en ce qui regarde la pureté. Ses études finies, à l'âge de seize ans, il entra, le 28 octobre 1602, au noviciat des jésuites de Padoue. Sa joie fut si grande de s'y voir reçu, que par reconnaissance pour son confesseur, le P. Ottavio Beringucci, qui avait secondé son admission, il ne le saluait jamais qu'à genoux.
Lorsqu'on bâtit le collège de Ravenne pour la compagnie, le cardinal Alessandro Orsini, qui avait prononcé depuis peu le vœu des jésuites, eut pour confesseur le Père Zucchi, qui devint recteur du collège de cette ville, où le cardinal venait en qualité de légat du pape ; et les vertus qu'on admirait dans le pénitent faisaient briller encore plus celles du directeur. Néanmoins Zucchi souhaitait partir pour les missions étrangères : il renouvelait sa demande chaque année.

### La rencontre avec Kepler
N'ayant pu l'obtenir, il suivit le cardinal des Ursins dans sa légation auprès de l'empereur Ferdinand II tout le temps qu'il demeura à Prague, il trouva l'occasion d'exercer son zèle à exalter la foi orthodoxe. Nous ne citerons que le fameux Johannes Kepler, mathématicien de l'empereur, pour exemple des moyens qu'employait le jésuite pour propager la vérité.
Disputant dans l'antichambre même de l'Empereur avec Kepler, qui voulait prêcher la nécessité de la communion sous les deux espèces, il faisait usage des arguments en forme, si propres à empêcher les disputes de mots et à finir plus promptement toutes les discussions. Kepler, ne voulant point de syllogismes ni d'enthymèmes, dit naïvement au religieux, pour éviter la force de sa logique : Ne faites point d'arguments, mais persuadez-moi vos raisons, en me les donnant comme une conversation. Le détour du grand mathématicien fit rire tous ceux qui étaient présents.

### L'homme de science
Professeur de mathématiques et de théologie au collège romain dont il est plus tard nommé recteur, Niccolo Zucchi s'intéresse à l'astronomie après une rencontre avec Johannes Kepler. En 1616, il conçoit le premier télescope à réflexion concave. Grâce à ce télescope, il observe les ceintures de Jupiter (1630) et les taches sur Mars (1640). Mais il ne s'intéresse pas seulement à l'astronomie. En 1652, il démontre que la lumière produite par le phosphore ne provient pas d'un stockage mais d'une activation énergétique. Son traité Optica philosophia experimentalis et ratione a fundamentis constituta (1652 - 56) a inspiré James Gregory et Isaac Newton pour construire et améliorer les télescopes. D'après Daujat, Zucchi est le premier auteur à avoir vu nettement que l'énergie magnétique qui se propage cherche à accomplir la plus grande partie de son  trajet dans le corps le plus perméable (capable d'être aimanté). Il a pris position en faveur du principe de « la nature a horreur du vide », niant donc l'existence de celui-ci malgré les expériences faites à cette époque par Torricelli et Pascal.

### Le retour à Rome
Le P. Zucchi vint ensuite à Rome, et y fut fixé par l'ordre des supérieurs. Après s'être distingué dans plusieurs branches de l'enseignement, il fut nommé à divers emplois dans son ordre, et enfin à celui de recteur de la maison professe. Il devint aussi admoniteur du Supérieur général Jean-Paul Oliva. Les cardinaux, après la mort d'Innocent X, le choisirent pour confesseur du conclave ; et le pape Alexandre VII le nomma son prédicateur. Doué pour la prédication il pouvait faire ex tempore un sermon sur un sujet qu'il ne connaissait pas à l'avance.
On était ravi de son éloquence. Zucchi attribuait tout à l'obéissance ; il opéra surtout le plus grand bien dans le ministère et la direction des maisons religieuses. Dévoué dès l'enfance au culte de la Sainte-Vierge, il en devint l'apôtre, et cette dévotion fut encore couronnée par le plus heureux succès. Accablé par les douleurs les plus violentes de la goutte et de la pierre, supportées avec résignation, Zucchi mourut à Rome le 21 mai 1670. Sa vertu lui obtint une exception pour le lieu de sa sépulture.
Sa Vie a été écrite par le jésuite Daniel Bartoli, et se trouve aussi dans le premier volume (Societas europæa) du P. Tanner.
Le cratère Zucchius sur la Lune est nommé en son honneur.

## Œuvres
- (la) Nova de machinis philosophia[1], Rome, 1646. Numérisation e-rara
- (la) Optica philosophia experimentalis et ratione a fundamentis constituta, 1652–56

### Source partielles
- « Zucchi (Nicolas) », dans Louis-Gabriel Michaud, Biographie universelle ancienne et moderne : histoire par ordre alphabétique de la vie publique et privée de tous les hommes avec la collaboration de plus de 300 savants et littérateurs français ou étrangers, 2e édition, 1843-1865 [détail de l’édition]

### Sources
- Descriptif de Nova de machinis philosophia
- Projet Galilée